# رود خبی
خُبی (گرجی: ხობი) یا خُبی‌تسقالی (ხობისწყალი) یکی از رودخانه‌های کشور گرجستان است که از راه دشت کولخیس به دریای سیاه می‌ریزد. دو شهر خبی و چخوروتسقو هر دو در حاشیه رودخانه خبی واقع شده‌اند. در برخی از مناطق از آب این رودخانه برای آبیاری بهره برده می‌شود.
منبع آب عمدتاً از آب باران است. میانگین دبی (۳۰ کیلومتر از دهانه) ۴۴.۲ متر مکعب و بیشینه آن ۳۳۳ متر مکعب است. مساحت حوضه آبخیز ۱۳۴۰ متر مربع است.
در طول جنگ جنگ کبیر میهنی پایگاه موقت ناوگان دریای سیاه در کنار این رود قرار داشت.
در سال‌های ۲۰۰۰-۲۰۰۵ یک پایانه نفتی برای تانکرها در روستای کولوی در نزدیکی دهانه خبی ساخته شد.